# Г'ю Расселл
Г'ю Расселл (англ. Hugh Russell; 15 грудня 1959, Белфаст — 13 жовтня 2023) — північноірландський професійний боксер, бронзовий призер Олімпійських ігор.

## Аматорська кар'єра
1978 року брав участь в Іграх Співдружності у складі збірної Північної Ірландії і завоював бронзову медаль.
Попри політичний бойкот з боку більшості країн Заходу Олімпійських ігор 1980 взяв у них участь в складі команди Ірландії і завоював бронзову медаль.
- В 1/16 фіналу переміг Саміра Хеняб (Ірак) — 5-0
- В 1/8 фіналу переміг Емануеля Млундва (Танзанія) — 5-0
- У чвертьфіналі переміг Йо Рьон Сік (Північна Корея) — 3-2
- У півфіналі програв Петру Лесову (Болгарія) — 0-5

## Професіональна кар'єра
Після Олімпіади перейшов до професійного боксу. 1982 року завоював титул чемпіона Ірландії і вакантний титул чемпіона Північної Ірландії за версією BBBofC у легшій вазі. 25 січня 1983 року завоював титул чемпіона Великої Британії за версією BBBofC, який втратив у наступному бою.
25 січня 1984 року завоював титул чемпіона Великої Британії за версією BBBofC у найлегшій вазі, який двічі успішно захистив.